# Serpente (canção)
"Serpente" (Om Namah Shivaya) é uma canção da cantora brasileira Pitty, para o seu quarto álbum de estúdio intitulado Setevidas, lançado como segundo single do álbum em 29 de setembro de 2014.
Em novembro de 2015, a canção entra para a trilha sonora da novela das sete Totalmente Demais, da Rede Globo. O refrão da música foi tocado durante o encerramento da maioria dos capítulos.

## Divulgação
Em 29 de setembro de 2014, bem antes de lançar o vídeo, Pitty contou a novidade para os seus fãs nas redes sociais: "Sim, 'Serpente' é o novo single, em breve, clipe. E já podem pedir nas rádios, começou a tocar hoje por aí, viu. :)".
Quatro dias mais tarde, no dia 3 de outubro, Pitty divulga a capa do single com parte da letra da canção, em sua página oficial do Facebook.
Para promover a canção, a cantora cumpriu uma agenda em programas de televisão, começando pelo talkshow The Noite com o apresentador Danilo Gentili, onde cantou as duas canções singles do novo disco.

## Conceito
A canção e o símbolo representado na capa do single fazem alusão ao ouroboros, símbolo mágico que em várias culturas é representado como uma serpente (daí o título da música) ou um dragão que devora a própria cauda, o que simboliza o eterno retorno (como no conceito elaborado por Nietzsche) e os eternos ciclos de transformação da biosfera e evolução espiritual do homem.
É o que a canção diz: "Chega dessa pele, é hora de trocar / Por baixo ainda é serpente / E devora a cauda pra recomeçar", de modo, que é necessária a mudança na vida, não submetendo as repetições do passado, quebrando assim o círculo do símbolo do ouroboros, capa do single representando a letra "P".
É possível ainda encontrar referências ao Candomblé e ao Hinduísmo. No Candomblé, Oxumarê é o orixá do movimento e do equilíbrio dos ciclos naturais e promove a evolução espiritual dos adeptos pela autorrenovação constante: é representado por uma serpente que morde a própria cauda. Tal referência explica o uso de agogôs durante a canção, instrumento de percussão incomum em uma canção de rock, mas indispensável no Candomblé.
Durante a canção, repete-se diversas vezes "Om namah shivaya", uma expressão em sânscrito que se refere à Shiva, deus hindu da destruição (que, na cosmogonia do Hinduísmo, complementa-se com Brahma, o deus construtor). Ao final da música, é possível ouvir o mantra "a-o-um", outra referência ao Hinduísmo.
Em suma, a letra traz a ideia dos dolorosos, mas necessários, ciclos de mudança, superação e aperfeiçoamento de si próprio.

## Videoclipe
Em 30 de outubro de 2014, a rockeira libera uma foto, nos bastidores do futuro videoclipe, dela em frente a uma fogueira e com a seguinte legenda: "Pelo fogo, transmutação. #ClipeSerpente".
O videoclipe foi lançado em 8 de novembro de 2014, no canal oficial da gravadora Deckdisc, no YouTube, e no programa Altas Horas, da Rede Globo, com direito a making-of.
O videoclipe é em formato de curta-metragem, onde cenas contam uma história, conforme a letra da música. O vídeo inicia com Pitty cantando no escuro, e logo depois mostra um boteco com o balconista servindo um homem (interpretado pelo ator Thiago Iglesias) que se embebeda até perder os sentidos. Após seu desmaio, os outros homens presentes no bar (interpretados pelos integrantes da banda de Pitty) o levam para uma selva aonde existe uma fogueira armada. La eles se encontram com uma mulher, tal qual uma sacerdotisa, interpretada pela própria Pitty. Eles dão inicio a um tipo de reza e dançam ao redor da fogueira, o que remete aos rituais presentes em Sabás Wicca.
Ao fim do clipe, o homem está de volta ao boteco, porém na função de balconista onde serve uma bebida para um novo freguês que também começa a se embriagar, assim como ele no início do vídeo. A cena seguinte mostra Pitty se afastando.

## Lista de faixa (LP)
Em 2015, a faixa foi lançado em compacto de vinil (apenas uma música). O Lado B do vinil é Agora Só Falta Você.
| Lado A (LP) |            |                |         |  |
| N.º         | Título     | Compositor(es) | Duração |  |
| 1.          | "Serpente" | Pitty          | 5:54    |  |

| Lado B (LP) |                       |                         |         |  |
| N.º         | Título                | Compositor(es)          | Duração |  |
| 1.          | "Agora Só Falta Você" | Rita Lee & Tutti Frutti | 3:44    |  |